# Mari Osmundsen
Mari Osmundsen pseudonym för Anne Kristine "Kia" Halling född 20 juni 1951 i Molde, är en norsk författare och översättare. 
Osmundsen debuterade 1978 med romanen Vi klarer det! och året efter kom i 1978 og fulgte opp med På vei mot himmelen.
Hon har skrivit romaner, noveller och barnböcker, och har också översatt böcker under namnet Kia Halling. 1988 mottog hon Språklig samlings litteraturpris.